# Kasari
Kasari è un fiume dell'Estonia, che scorre per circa 112 chilometri dal Parco nazionale di Matsalu, nella contea di Läänemaa, a Väinameri, località sul Mar Baltico.
Nei pressi di Kirbla, località nel territorio della città di Lihula, il fiume è attraversato da un ponte pedonale lungo 308 metri e largo 7, costruito nel 1904, all'epoca il più lungo ponte in cemento armato europeo.